# Berkenbosch
Berkenbosch is een boerderij  die behoort tot de buurtschap Ullingen ten westen van Ledeacker in de Nederlandse provincie Noord-Brabant.
Deze boerderij ligt op de plaats waar zich vroeger een kasteel bevond. De naam Berkenbosch werd reeds in 1403 vermeld als de berch Beirkenboss en in 1419 als Berckenbossche bane, terwijl in 1427 Reynart van der Hoevelwyck als heer van Oploo werd vermeld, tevens in het bezit zijnde van tween hoeven, geheiten die Ular (Ullingen).
De omgrachte behuizing Berkenbosch lag vlak bij deze hoeven.
Omstreeks 1775 werd het kasteeltje, samen met de omliggende grond en de jachtrechten, verkocht en opgesplitst in vijf hoeven. De perceelindeling, zoals die op de kadastrale kaart van 1830 te zien was, is tot op de dag van vandaag herkenbaar gebleven.
Berkenbosch ligt ten noorden van de Ullingse Bergen, die deel uitmaken van het Sint Anthonisbos.